# Sven Tommy Andersson
Sven Tommy Andersson (Strömstad, 6 oktober 1963) is een voormalig Zweeds voetballer. Hij speelde als doelman en sloot zijn profloopbaan in 2001 af bij Helsingborgs IF. Andersson werd tweemaal Zweeds landskampioen gedurende zijn carrière.

## Interlandcarrière
Andersson speelde één officiële interland voor het Zweeds voetbalelftal: op 14 februari 1990 in Dubai tegen de Verenigde Arabische Emiraten (2-1) onder leiding van bondscoach Olle Nordin. Andere debutanten in dat duel waren Jean-Paul Vonderburg (Malmö FF), Pontus Kåmark (IFK Göteborg), Stefan Schwarz (Malmö FF), Jonny Rödlund (IFK Norrköping) en Magnus Erlingmark (Örebro SK).
In 1988 vertegenwoordigde Andersson zijn vaderland bij de Olympische Zomerspelen in Seoel. Onder leiding van bondscoach Benny Lennartsson werd Zweden in de kwartfinale uitgeschakeld door Italië (1-2). Andersson stond in alle vier duels onder de lat bij de Scandinaviërs.

## Erelijst
Örgryte IS
- Zweeds landskampioen

1985
 Helsingborgs IF
- Zweeds landskampioen

1999
- Beker van Zweden

1998